# Lafarge (bedrijf)

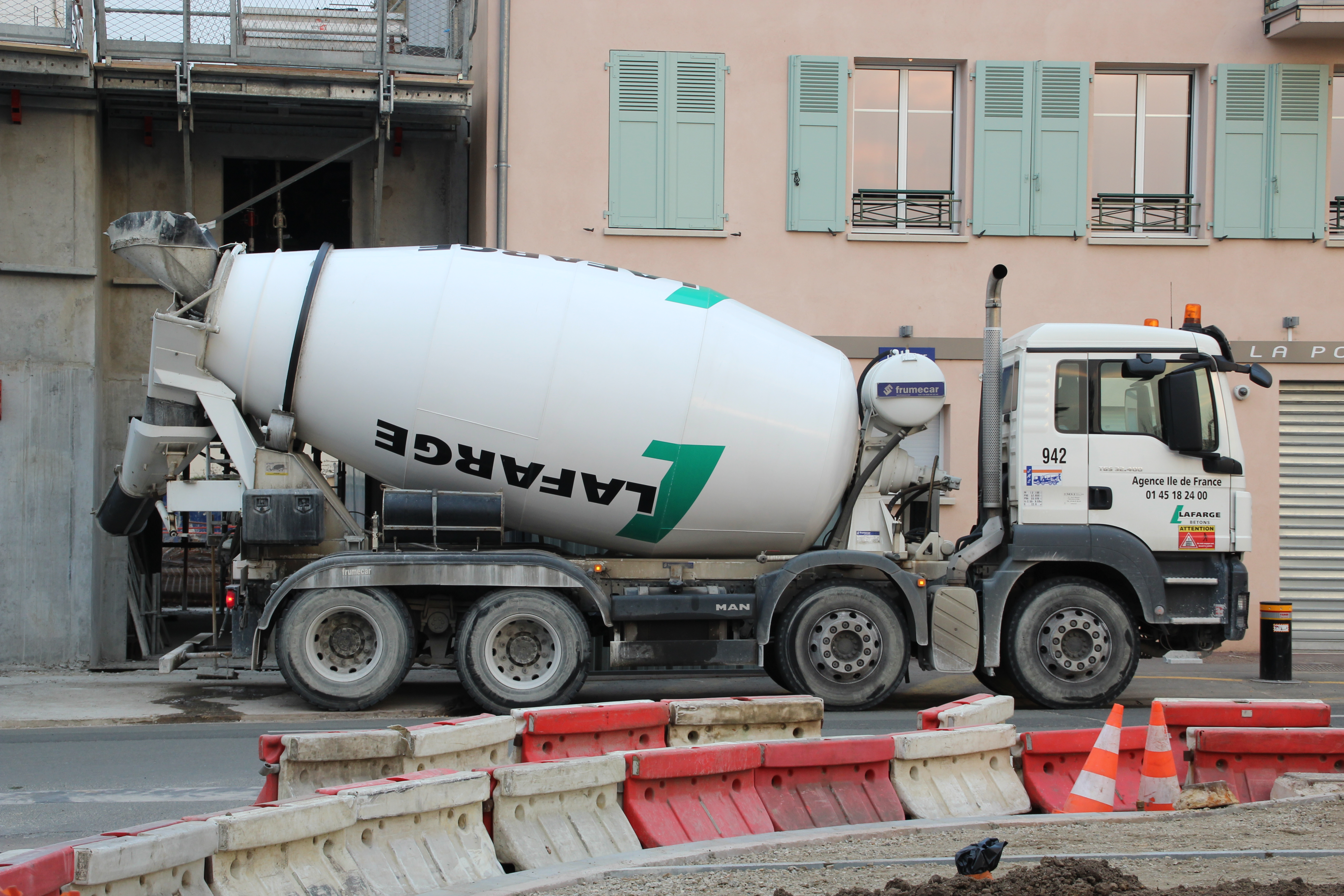
Cementmixer van Lafarge in Frankrijk

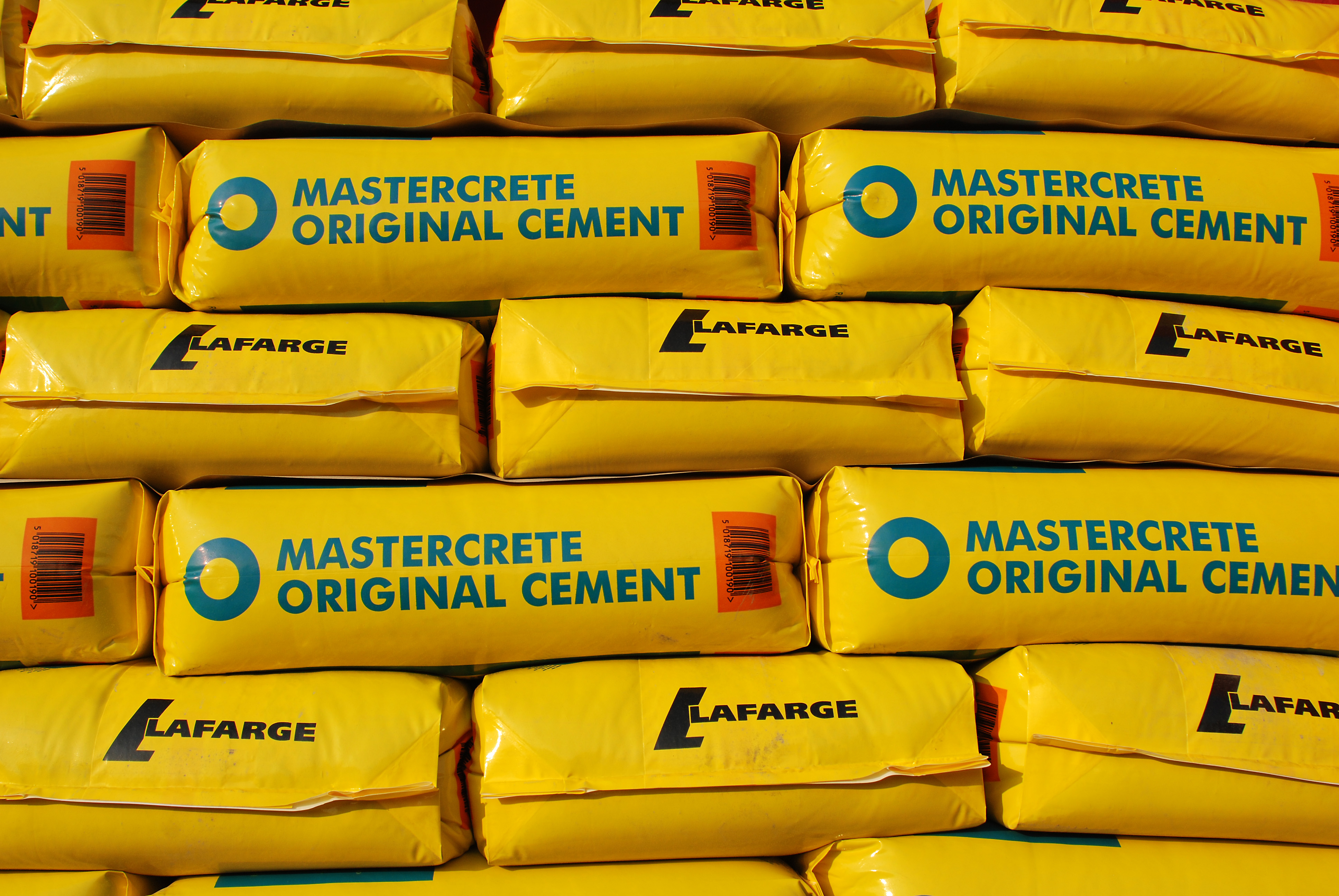
Cementzakken van Lafarge

Lafarge was een in Frankrijk gevestigd internationaal concern dat gips, gipsproducten, cement, beton, toeslagmateriaal en andere bouwmaterialen vervaardigde en verwerkte. In 2015 is Lafarge gefuseerd met het Zwitserse bedrijf Holcim. De twee gingen aanvankelijk samen verder onder de naam LafargeHolcim, maar in mei 2021 werd dit Holcim.

## Plâtreries de Vaucluse
In Frankrijk, waar zich diverse afzettingen van het mineraal gips (CaSO4·2H2O) bevinden, werd het vanaf de Middeleeuwen na branden, waarbij het hemihydraat ontstaat, toegepast in gipspleister. In het begin van de 19e eeuw bestonden er in de Provence tal van kleine gipsgroeven. Omstreeks 1840 nam de heer De la Boissière, eigenaar van een gipsgroeve, ingenieur Théodore Poulet in dienst. Deze verbeterde in 1848 de gipsovens zo dat ze in continubedrijf konden werken en steenkool in plaats van hout als brandstof gebruikten. Ook andere verbeteringen werden doorgevoerd en in 1854 nam Poulet het bedrijf over.
De bedrijfsnaam werd gewijzigd in Théodore Poulet & Cie. en verkocht pleister onder de naam: La Parisienne. In 1882 stierf Théodore en zijn neef, Ernest Poulet, nam het bedrijf over. Heel veel pleister werd gebruikt bij de grootscheepse aanleg van spoorwegen in de Provence. In 1904 werd het bedrijf omgezet in een naamloze vennootschap: SA Plâtreries de Vaucluse. Dit bedrijf kocht een aantal verwante bedrijven op. In 1905 werd een studie uitgevoerd teneinde dieren als krachtbron af te schaffen. In 1907 werd het hoofdkantoor gevestigd in L'Isle-sur-la-Sorgue. Omstreeks deze tijd werd ook de elektrificatie doorgevoerd. Verdere overnames volgden, waaronder de Poutet Frères in de omgeving van Marseille in 1926, waarmee het aantal vestigingen op 10 kwam.
In 1930 waren er ernstige problemen bij het in werking stellen van een fabriek in Carpentras. De Grote Depressie van de jaren 30 van de 20e eeuw noopte de fabriek tot sluiting in 1933. Om enigszins te kunnen overleven werd door de Provençaalse gipsindustrie het Comptoir des plâtres du Midi opgericht. De gipsindustrie raakte in een depressie. In de jaren 50 van de 20e eeuw werd de gipsplaat uitgevonden in de Verenigde Staten en in toenemende mate toegepast waarna een opleving volgde.

## Lafarge

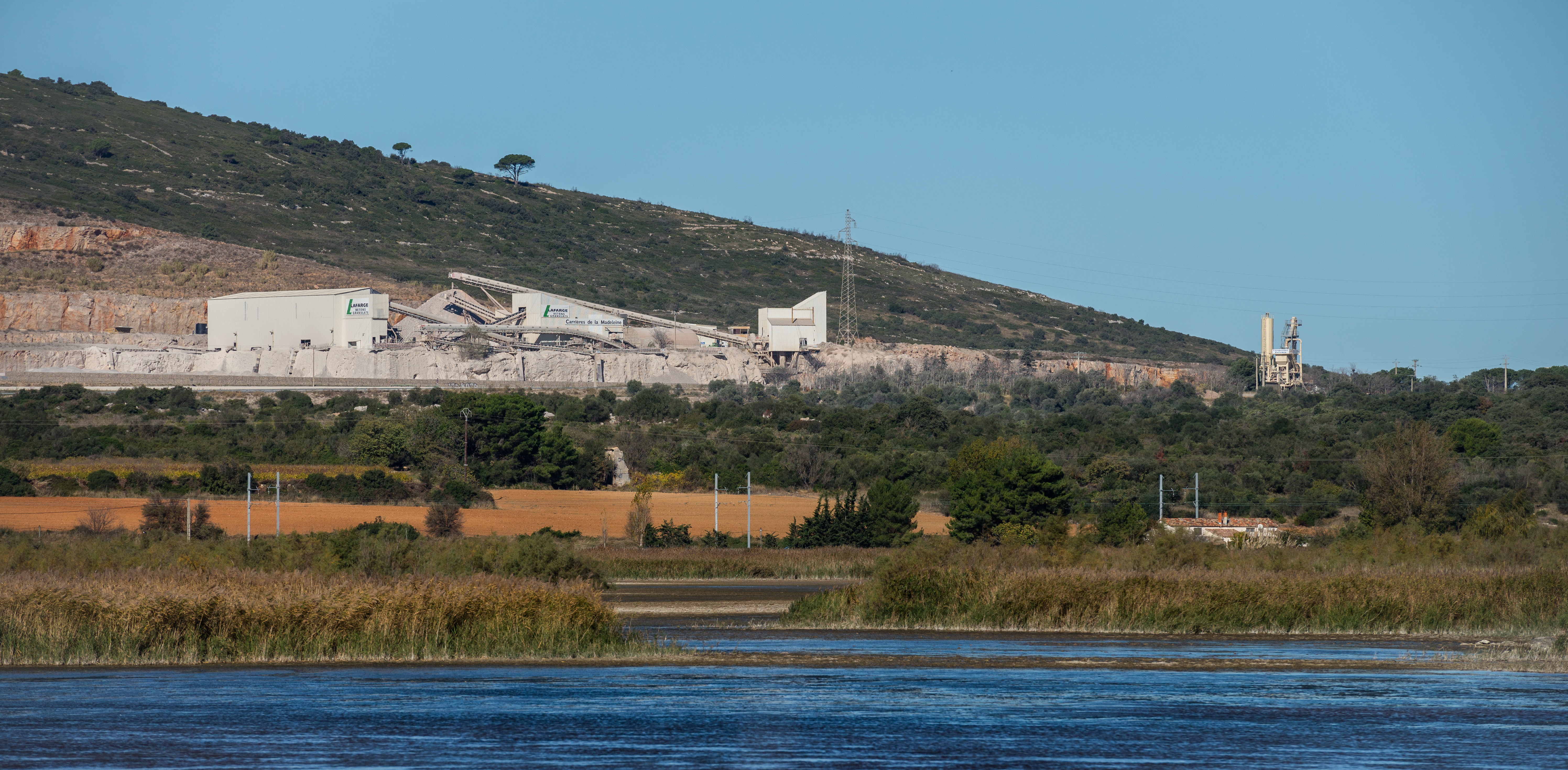

In 1830 begon Auguste Pavin de Lafarge met de exploitatie van een kalksteengroeve in de plaats Le Teil. Hier werden enkele kalkovens gebouwd. In 1833 nam Augustes zoon Léon Pavin de Lafarge het bedrijf over en breidde het uit. Niettemin liepen de zaken niet goed en in 1839 werd de zaak overgenomen door Léons jongere broer Édouard Lafarge. Geleidelijk aan gingen de zaken beter, mede door de gunstige eigenschappen van de gedolven kalksteen, die uithardde in water. Deze bleek zeer geschikt voor de wegenbouw. De markt groeide en er kwam een order voor 120.000 ton kalksteen om de pieren van Port Said aan te leggen, die de ingang van het Suezkanaal moesten markeren.
Vervolgens ging het bedrijf zich ook met de cementproductie bezighouden. Haar specialiteit werd een witte cement, dat weinig ijzer bevatte. Het bedrijf groeide sterk. De naam werd: Chaux et Ciments de Lafarge et du Teil.
In 1931 nam Lafarge de Gypses et Plâtres de France (GPF) over, die een gipsgroeve in Saint-Pierre-les-Martigues bezat. Hiermee begaf Lafarge zich in de gipsindustrie. Gips werd verkocht met de merken: Éléphant blanc en Ours blanc. Deze gingen de concurrentieslag aan met het merk La Parisienne van Plâtreries de Vaucluse.
Na de Tweede Wereldoorlog volgde de wederopbouw. Lafarge was voornamelijk geïnteresseerd in de cementfabricage, zo werd in 1957 de naam veranderd in: Ciments Lafarge. In 1958 werd Sacna, een fabrikant van papieren zakken, overgenomen. Omstreeks 1960 begon echter de fabricage van geprefabriceerde gipsproducten van belang te worden, waaronder gipsplaat. Bovendien moesten tijdens de wederopbouw vele bouwprojecten uitgevoerd worden. Voorts begaf GPF zich in Zuidwest-Frankrijk, zoals de overname van Plâtrières de l'Isère in 1960. Ook werd in dat jaar de Plâtrières de Tarascon-sur-Ariège overgenomen. In 1961 werd een nieuwe fabriek in Carresse gebouwd en in 1963 was GPF goed voor 75.000 ton gipspleister, een kwart van de Franse markt. In 1964 werd SIPEP, een fabriek voor geprefabriceerde gipsproducten, opgericht. In 1964 werd, samen met het Amerikaanse National Gypsum, de Société française des plaques de plâtre (SFPP) opgericht en in 1967 startte te Carpentras de productie van gipsplaat. De SFPP werd in 1972 omgedoopt in Prégypan en in 1973 splitste Lafarge Ciments zich van Lafarge af. In 1973 werd een nieuwe gipsplaatfabriek te Auneuil geopend. In 1974 werd een productie van 16,7 miljoen m² gipsplaat bereikt.

## Fusies en overnames
Verdere fusies en overnames volgden. De belangrijkste was in 1972, toen GPF en Plâtrières de Vaucluse fuseerden. Het resultaat was de oprichting van Plâtrières de France (PF). In 1975 werd de Société des plâtres de Gagny Romainville Mériel et Neuilly-Plaisance (GRM) overgenomen. Deze was in 1967 ontstaan door fusies van gipsproducenten, waaronder Mussat & Binot, in het Bekken van Parijs. Een volgende overname was de gipsblokkenfabrikant Le Plâtre Préfabriqué, opgericht in 1965 te Pouillon en overgenomen in 1976. De productie nam toe tot 1.100.000 ton in 1978.
In 1981 werd Plâtres de France opgericht, en in 1983 ging men thermische isolatiepanelen produceren. Hierbij werd gipsplaat en polystyreenschuim samengevoegd. Na nog enkele overnames ontstond Lafarge Plâtres in 1995. Ook papier was nodig om de gipsplaat af te dekken.
Vanaf 1977 werd ook internationaal uitgebreid. Vanaf 1977 in Spanje, in 1982 in Engeland, in 1986 in Italië, in 1988 in Australië, en daarna in Duitsland en in tal van andere landen. In 2001 kwam men op de Belgische en Luxemburgse markt.
In 2008 nam Lafarge het Egyptische Orascom Cement, de cement-divisie van Orascom Construction Industries, over voor 8,8 miljard euro. Om de overname te betalen ging Lafarge voor 6 miljard euro nieuwe schulden aan en gaf 22,5 miljoen nieuwe aandelen uit. Bestuursvoorzitter Sawiris van Orascom nam die aandelen over voor 125 euro per stuk en kreeg hiermee 11,4% van Lafarge in handen. De voordelen van de fusie werden berekend op meer dan 150 miljoen euro per jaar. Orascom Cement heeft een leidende positie in het Midden-Oosten en het Middellandse Zeegebied. De bijdrage van de opkomende markten aan het resultaat van Lafarge zou stijgen van 45% in 2007 tot 65% in 2010. De totale capaciteit van de cementproductie komt uit op zo’n 260 miljoen ton in 2010.

### Fusie met Holcim
In april 2014 kondigden Lafarge en het Zwitserse Holcim aan te willen fuseren. Door het samengaan ontstaat een van de grootste bouwtoeleveranciers ter wereld, met een omzet van ruim 30 miljard euro. De combinatie zal verdergaan onder de naam LafargeHolcim. De fusie zal meer dan 1,4 miljard euro aan synergievoordelen gaan opleveren. De fusie moet worden uitgevoerd via een uitruil van aandelen. In de praktijk gaat Holcim een openbaar overnamebod uitbrengen op alle aandelen Lafarge en Holcim betaalt hiervoor in eigen aandelen. Lafarge behaalde in 2013 een omzet van 15,8 miljard euro in 64 landen. Holcim heeft een iets hogere omzet van 16,1 miljard euro met activiteiten in 70 landen. Samen stellen de twee 136.000 mensen tewerk. De transactie werd op 10 juli 2015 afgerond.
In februari 2015 werd bekend dat het Ierse bedrijf CRH voor 6,5 miljard euro diverse activiteiten over gaat nemen van Holcim en Lafarge. CRH krijgt er ongeveer 685 vestigingen bij, die cement en asfalt produceren, en 15.000 werknemers in Europa, Canada, Brazilië en de Filipijnen. Na de overname is CRH de op twee na grootste bouwtoeleverancier ter wereld, na de nieuwe combinatie LafargeHolcim en Saint-Gobain. Met deze verkoop heeft LafargeHolcim voldaan aan de belangrijkste voorwaarde van de toezichthouders.
In mei 2021 werd de naam LafargeHolcim gewijzigd in Holcim.

#### Fusie divisie Holcim Betonproducten met MBI
In 2011 is de divisie Holcim betonproducten gefuseerd met het Nederlandse familiebedrijf MBI. Op het moment van de fusie werkten bij MBI 146 vaste medewerkers, bij Holcim Betonproducten 200. Holcim had productievestigingen in Aalst, Groot-Ammers en Nieuw-Lekkerland. Door de fusie werd MBI in één klap de grootste producent van betonbestrating in de Benelux. De reden voor de fusie lag in het feit dat de productie van geprefabriceerde betonproducten te ver van de bedrijfsactiviteiten af lag. In de nieuwe onderneming had de familie Van der Meijden een meerderheidsbelang, maar in 2018 is het belang van Holcim in handen van de familie gekomen. Daarmee is de laatste verbinding met de productie van betonproducten definitief verbroken.

## Lafarge in de Benelux
In Nederland is Lafarge actief in Geertruidenberg, waar zich de firma Gyvlon bevindt die rookgasontzwavelingsgips fabriceert. In Farmsum bevindt zich Lafarge Gips, een verkooporganisatie voor bouwmaterialen.
In België bevindt zich Lafarge Gypsum te Kortrijk.

## In opspraak
In juni 2016 werd bekend dat Lafarge haar bestaan in Syrië en Irak tussen 2011 en 2015 mede had mogelijk gemaakt door smeergeld te betalen aan terreurgroepen, zoals Islamitische Staat. Het zou gaan om ongeveer 13 miljoen euro. Door geld te betalen aan de terreurgroepen kon het bouwbedrijf haar cementfabriek openhouden in Jalabya. In 2022 werd het bedrijf hiervoor gestraft, Holcim moet 777 miljoen Amerikaanse dollar aan boetes betalen.
In december 2023 daagden Amal Clooney, Nadia Murad en vierhonderd andere Jezidi's Lafarge voor de Amerikaanse rechter op basis van de New Yorkse Anti-Terrorism Act. Het bedrijf zou destijds miljoenen hebben betaald aan de terreurgroep IS. ‘Vele bedrijven zijn medeplichtig aan genocide’, aldus een van de aanklagers.

## Externe bron
- Félix Torres et al., A History of Lafarge Gypsum, Jean-Pierre de Monza (uitgever)